# На повороте (фильм)
«На повороте» (эст. Pöördel) — советский фильм о жизни эстонского села по сценарию Антса Саара, снятый в 1957 году на студии «Таллинфильм».

## Сюжет
В отстающий колхоз «Победа» приезжает новый председатель Райво Коткас. При прежнем руководителе Михкеле Вутте дела в колхозе не ладились: плохо с заготовкой кормов, упали надои, появились случаи гибели скота. Но главная проблема — разбегаются колхозники — честные и работящие люди, которых бухгалтер колхоза Олеп, жулик и интриган, безнаказанно обманывал с трудоднями. Новый председатель при поддержке сознательных членов колхоза, среди которых и молодая агроном Сальме, дельные предложения которой ранее отметались прежним руководством, принимается за дело — сменив план севооборота, изыскав корма для скота, наладив трудовую дисциплину, а главное — разоблачив махинации бухгалтера, чем вернул людям веру в честный труд — он за два года выводит колхоз в передовые.

## В ролях
- Гунар Килгас — Райво Коткас
- Франц Малмстен — Михкель Вутт
- Антс Эскола — Олеп
- Катрин Вяльбе — Ану Вутт
- Эллен Каарма — Сальме
- Рейно Арен — Арно
- Антс Лаутер — Каллак
- Аста Виханди — Xелли
- Инна Таарна — Тииа, секретарь
- Эви Рауэр-Сиккель — заведующая птицефермой
- Лембит Антон — заведующий клубом
- Астрид Лепа — Аста
- Рутс Бауман — Мадис
- Антс Йыги — Тонис
- Сальме Рээк — колхозница
- Бетти Куускемаа — хозяйка

В эпизодах: Юри Ярвет, Карл Адер, Лия Лаатс, Аадо Хымре и другие.
Фильм дублирован на русский язык в 1958 году студией «Ленфильм», режиссёр дубляжа В. Скворцов; звукооператор К. Лашков.

## Критика
В 2003 году эстонский киновед Ыйэ Орав (Õie Orav) в своей работе по истории эстонского кино отмечала, что фильм в своё время привлёк внимание и зрителей и критики, тем более, что в том году студией «Таллинфильм» было выпущено только два фильма: «На повороте» и «Июньские дни», и, хотя сравнения этих двух фильмов были не в пользу фильма «На повороте», но обе картины свидетельствовали о росте студии («студия на подъёме как и колхоз „Победа“»).
Ka filmile «Pöördel», nagu kõikidele teistele Eesti mängufilmidele, reageerisid publik ja kriitika küllaltki elavalt. Seda enam, et sellel aastal stuudio rohkem mängufilme ei teinudki kui «Juunikuupäevad» ja «Pöördel». On täiesti mõistetav, et kõik retsensendid, kes siin (valikuliselt) on esindatud, võrdlevad neid kahte filmi omavahel. Ja plusspunktid lähevad loomulikult «Juunikuupäevadele», mis pälvis nii publiku heakskiidu kui ka üldise tunnustuse kui Tallinna Kinostuudio viimaste aastate parimaid filme. See andis ka lootust, et stuudio on tõesti tõusuteel (nagu filmis «Pöördel» ka «Võidu» kolhoos).